# Gibson Les Paul Jr.
Gibson Les Paul Jr. er en elektrisk guitar produceret af Gibson. Den blev introduceret som en lavprisguitar i 1954.
Som man kan høre på navnet, er Les Paul Jr. en nedstrippet Les Paul. Den har således kun en P-90 pickup, en lydstyrkekontrol og en tonekontrol.